# Hemileuca lutea
Hemileuca lutea är en fjärilsart som beskrevs av Reiff. 1910. Hemileuca lutea ingår i släktet Hemileuca och familjen påfågelsspinnare. Inga underarter finns listade i Catalogue of Life.